# Géographie du Costa Rica
Le Costa Rica est situé au centre de l'isthme d'Amérique centrale, à 8° de latitude nord et 84° de longitude ouest. Le pays est bordé à l'est-nord-est par la mer des Caraïbes, et au sud-ouest par l'océan Pacifique. Le Costa Rica compte 1 290 km de côtes (212 km sur la mer des Caraïbes et le reste sur l'océan Pacifique).
Le Costa Rica compte 309 km de frontière commune avec le Nicaragua, au nord-nord-ouest, et 339 km de frontière avec le Panama au sud-est. En incluant sa superficie insulaire, la superficie du Costa Rica est de 51 000 km2  (50.560 km² de terres y 440 km² d'eau). 
Avec le Belize et le Salvador c'est l'un des états les plus petits d'Amérique centrale. 

## Topographie

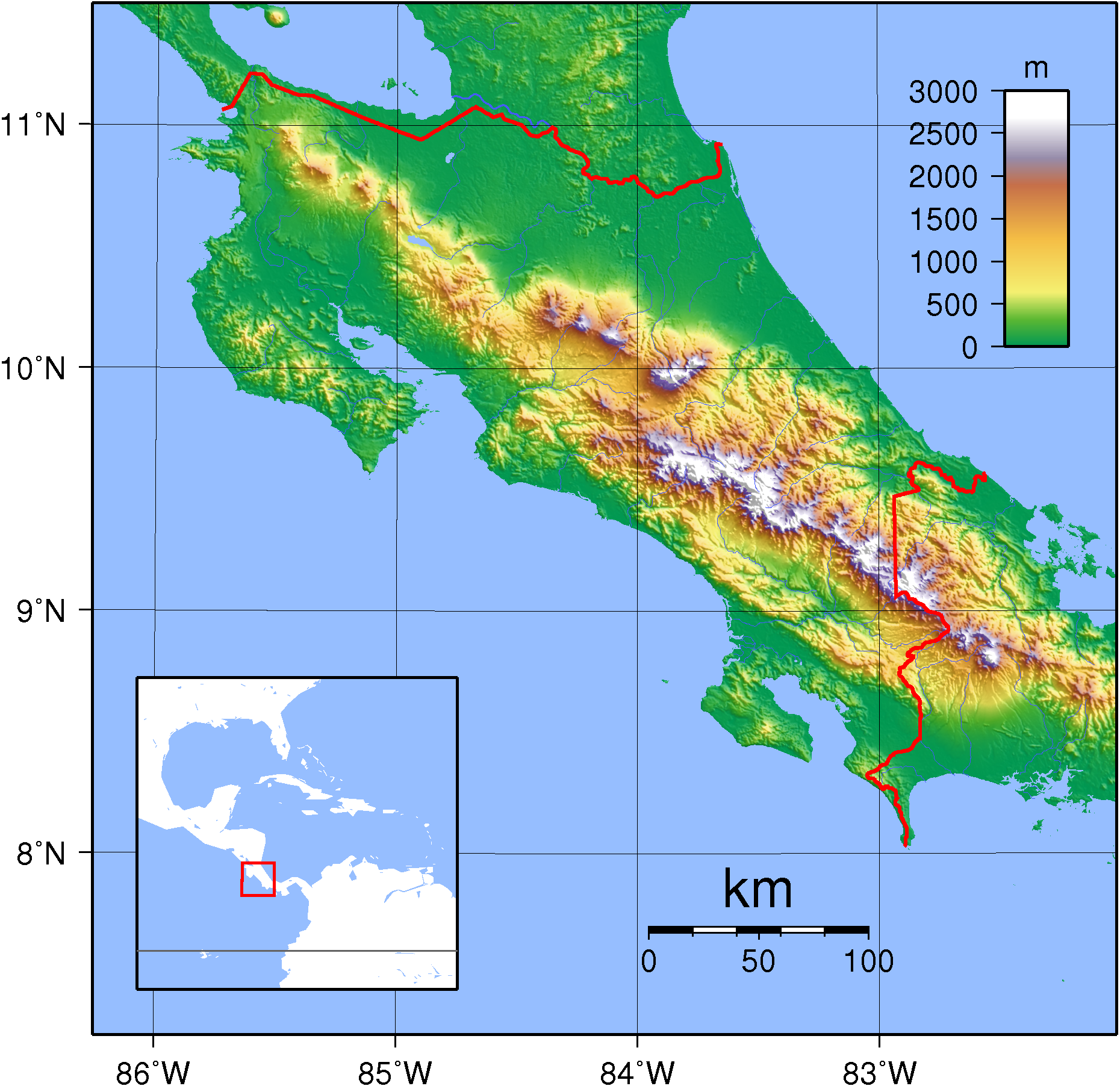
Topographie du Costa Rica

Le Costa Rica est organisé topographiquement en trois grands secteurs : une succession de cordillères (cordillère volcanique de Guanacaste), cordillère volcanique centrale, et cordillère de Talamanca qui culmine à 3 820 m au Cerro Chirripó d'axe nord-ouest sud-est sépare les plaines lavées de la côte caraïbe de la côte pacifique accidentée.
La cordillère de Guanacaste et la Cordillère centrale comptent une multitude de volcans actifs et éteints. (Le Costa Rica compte 116 volcans, dont cinq sont encore en activité et placés sous surveillance). Le Rincón de la Vieja (1 916 m) avec de nombreuses mares de boue sur ses flancs, le Turrialba (3 328 m)… Les trois plus visités sont le volcan Poás (2 704 m), dont le cratère principal, occupé par un lac d'acide, est le plus large du monde (1 320 m de diamètre), l'Irazú (3 432 m) au lac d'acide vert, et l'Arenal (1 633 m), actif depuis 1968, près duquel sont construits de nombreux hôtels et thermes. le Tenorio (1 916 m), le Miravalles (2 208 m) sont considérés comme endormis.
Avec ses panoramas dignes des Alpes, le Costa Rica est surnommé la Suisse de l'Amérique latine.

## Géologie

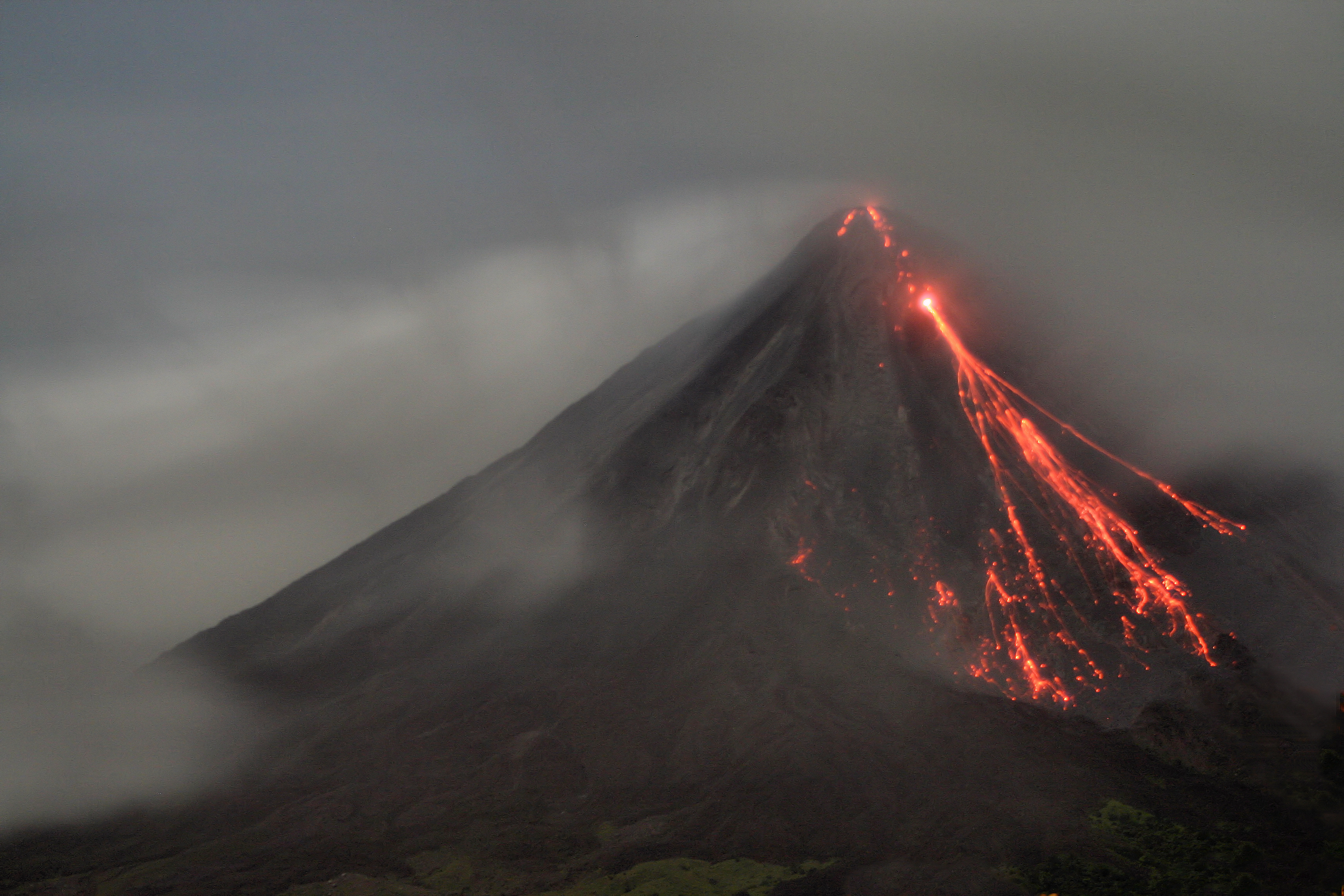
Volcan Arenal (1 633 m) de nuit.

### Histoire géologique du Costa Rica
L'histoire géologique a commencé près du Jurassique Inférieur-Supérieur, il y a 200 millions d'années. À cette époque, les masses continentales étaient probablement dans une position très similaire à celle d'aujourd'hui.
Le processus d'orogenèse a commencé par une activité volcanique, accompagnée de l'émergence de dorsales océaniques et de crêtes sous-marines. Ce processus a donné naissance à un arc d'îles orienté vers l'est, qui sera plus tard connu sous le nom d'arc externe, actuellement représenté par une série de chaînes de montagnes usées, situées sur la péninsule de Nicoya, Playa Herradura, la péninsule d'Osa et Punta Burica.

## Démographie

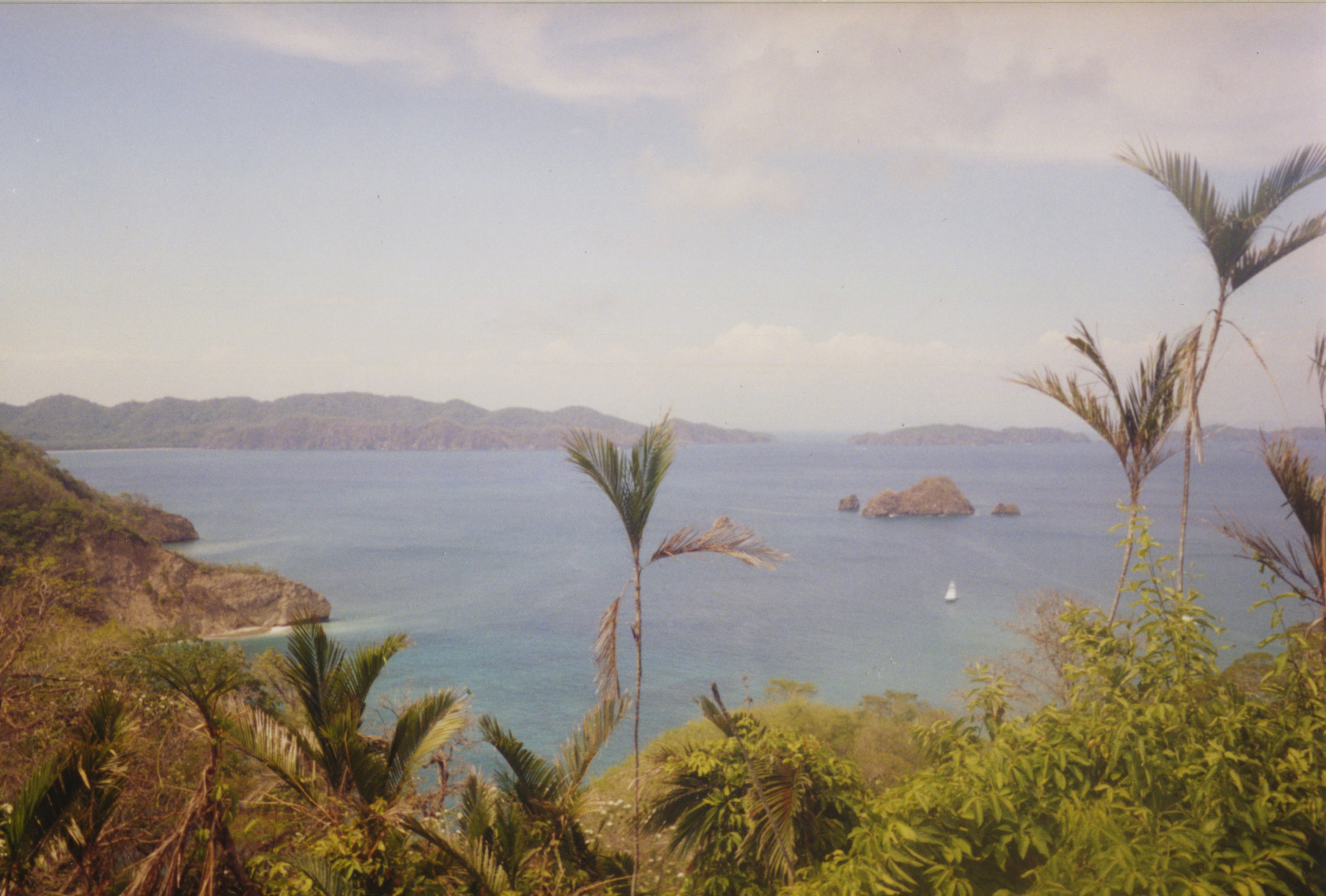
La côte costaricaine, province de Puntarenas

Dans la plaine élevée centrale (Meseta Central) du secteur de la cordillère, le Costa Rica est densément peuplé avec San José, Alajuela, Cartago et Heredia, quelques-unes des plus grandes villes du pays. Puerto Limón, sur la côte des Caraïbes, est le port le plus important du pays. San José, la capitale, compte 2 millions d'habitants avec sa grande banlieue.
La côte pacifique est la plus ouverte au tourisme balnéaire avec de nombreuses stations prisées par les riches Californiens (Tamarindo, Puntarenas, Quepos) et par les surfeurs en quête de vagues sensationnelles (Ollie's Point et Playa Grande au nord de Tamarindo, Jaco et Playa Hermosa dans la région de Puntarenas).

## Climat
Le climat du Costa Rica est marqué par une saison sèche (décembre à avril) et une saison des pluies (mai à novembre). Le Costa Rica est situé dans la zone inter-tropicale (entre 8 et 11° de latitude nord). Toutefois, d'un endroit à un autre, les précipitations diffèrent considérablement : les précipitations à San José sont de 1 867 mm par an, alors qu'à Puerto Limón sur la côte caraïbe, il tombe 3 518 mm de pluie par an.